# アリハーン・トラ
アリハーン・トラ（ウイグル語:  ئەلىخان تۆرە Ali Khan Türe、әлихан төрә、ウズベク語: Алихонтўра Шокирхўжа ўғли、中国語: 艾力汗 吐烈、拼音: Àilìhàn·Tǔliè、1884年3月21日 - 1976年2月28日）は、ウズベク人の詩人、宗教家、革命家。第2次東トルキスタン共和国の指導者。

## 生涯
1884年にトクマクで生まれ、青年期はブハラでクルアーンや医学を学んだが、1924年には非合法のイスラム教団体を組織した罪でソビエト連邦の治安当局に逮捕されている。1927年にソ連から中華民国のカシュガル市に脱出するが、1937年に盛世才によって逮捕されている。1941年に釈放され、グルジャ市でイマームとして活動する。
1944年4月にアブドゥルキリム・アバソフら10人の同志と共に中華民国からの独立を目指す新疆解放戦線をグルジャで組織し、11月11日にソ連の支援を受けて武装蜂起する（イリ事変）。翌12日、解放戦線はグルジャを制圧して第2次東トルキスタン共和国の独立を宣言し、トラは政府主席に就任した。1945年4月8日にはイリ民族軍を創設し、元帥の称号を授与された。
1945年9月、トラが指揮するイリ民族軍がウルムチ市への侵攻を開始する。イリ民族軍は国民革命軍を敗走させるなど勝利を重ねたが、10月14日に国民政府とソ連政府との間で和平交渉が開始され、ヨシフ・スターリンからウルムチ攻撃を停止するように命令される。トルキスタン政府の幹部は命令に従うが、トラは政府幹部の中で唯一スターリンの命令に従おうとしなかった。
1946年6月12日、ウルムチで蔣介石との間に和平合意が締結されるが、その6日後にKGBによってソ連に拉致された。拉致されたトラはウズベク・ソビエト社会主義共和国のタシュケントに軟禁され、1976年に同地で病死するまでの間、回顧録『トルキスタンの悲劇』などを執筆して過ごした。

## 著作
- Türkistan kaygısı『トルキスタンの悲劇』（ウズベキスタン、2003年）
- Tarihiy Muhammadiy
- Drifter Saghuniy